# Министерство строительного, дорожного и коммунального машиностроения СССР
Министе́рство строи́тельного, доро́жного и коммуна́льного машинострое́ния СССР — орган государственного управления в СССР, согласно Конституции СССР являвшийся общесоюзным министерством.
До 16 июля 1957 года Министерство занимало площади по адресу: Москва, Каланчёвская, 15А. В 1968 году оно заняло помещения в одном из 26-этажных административных зданий по проспекту Калинина.
Под аббревиатурой «МСДМ» ведомство существовало в периоды: с 15 марта 1946 года до 5 марта 1953 года, с 19 апреля 1954 года по 10 мая 1957 года. Являлось преемником одноимённого Народного Комиссариата, созданного 17 февраля 1946 года. В период с 1963 года по 1965 год существовало как «Государственный комитет строительного, дорожного и коммунального машиностроения» при Госстрое СССР. В 1965 году Министерство было воссоздано и кратко именовалось «Минстройдормаш». 27 июня 1989 года ведомство вместе с подчинявшимися ему предприятиями включили в состав Министерства тяжёлого машиностроения.
В ноябре 1990 года по инициативе Минтяжмаша и трудовых коллективов предприятий, объединений и организаций этого министерства были образованы открытые концерны: строительного и дорожного машиностроения и строительного инструмента.

## Задачи
Согласно Положению о Министерстве от 9 сентября 1968 года № 717, принятого Советом Министров СССР: «Министерство строительного, дорожного и коммунального машиностроения осуществляет руководство промышленностью по производству строительных и дорожных машин, строительного механизированного и ручного инструмента, лифтов, технологического оборудования для производства строительных материалов, машин и оборудования для строительства мелиоративных систем, для лесозаготовок, лесосплава, добычи торфа и кондиционирования воздуха, противопожарной техники и средств пожаротушения, оборудования для уборки городов и поселков, прачечного оборудования и оборудования для химической чистки одежды».
Ведомство помимо руководства промышленностью, активно внедряло для своих заводов на продукцию единую индексацию для кранов и других изделий, а также, имея право непосредственного выхода на внешние рынки — осуществляло поставки продукции за рубеж.

## История

### 1946—1957 годы. НКСиДМ и МСиДМ
Учитывая громадный объём восстановительных работ после разрушений в войне и острую потребность в строительной технике, а также дальнейшего развития строительной индустрии требовали организации её широкомасштабного производства. Для этого 17 февраля 1946 года создан Народный комиссариат строительного и дорожного машиностроения (сокр. Наркомстройдормаш). 15 марта 1946 года Народный Комиссариат был преобразован в Министерство Строительного и дорожного машиностроения (сокр. МСДМ СССР, сокр. МСиДМ СССР или сокр. Минстройдормаш СССР).
В состав нового ведомства в 1946 году вошли около 200 заводов Советского Союза. Уже в 1954 году промышленность СССР выпустила почти 5 тыс. экскаваторов, более 3 тыс. скреперов, до 7 тыс. бульдозеров, а всего заводами под маркой МСДМ СССР выпускалось более 470 видов строительно-дорожной техники.
В 1946 году в состав ведомства передаётся свердловское предприятие «Пневмостроймашина», созданное в 1915 году. Вскоре возникает необходимость в создании головного проектного института. Постановлением Совета Министров СССР № 15367 и приказом Минстройдормаша № 262 в 1947 году на базе созданного в 1930 году отделения Гипростанка принимается решение о создании в городе Ростов-на-Дону Государственного института по проектированию заводов строительного и дорожного машиностроения — «Гипростройдормаш», ставшего головным проектным институтом,.
В 1949 году Постановлением Совета Министров СССР в Министерство передано предприятие «Металлорукав», переименованное в «Уфимский государственный завод гибких валов».
25 ноября 1950 года Совет Министров СССР издал распоряжение № 19-123Р, согласно которому в г. Кохма Ивановской области должен быть построен завод по изготовлению оборудования для производства бетона и железобетонных изделий, а 31 июня 1952 года Совет министров СССР распоряжением № 19453Р утверждает плановое задание на строительство завода, которое было разработано институтом «Гипростройдормаш».
5 марта 1953 года Министерство объединилось с Министерством тяжёлого машиностроения СССР, Министерством судостроительной промышленности СССР, Министерством транспортного машиностроения СССР в одно — Министерство транспортного и тяжёлого машиностроения СССР. Через год, при разделении Министерства транспортного и тяжёлого машиностроения СССР, 19 апреля 1954 года Министерство было вновь образовано.
На основании Постановлений Совета Министров СССР и ЦК КПСС от 19 октября 1954 года в составе ведомства создаётся Всесоюзный научно-исследовательский институт по машинам для промышленности строительных материалов «ВНИИстроммаш», ставший согласно Постановлению Госстроя СССР № 11 от 29 октября 1979 года: «головной организацией в области исследований и научных разработок технологических линий, машин и оборудования для производства глиняного и силикатного кирпича, керамических изделий, ячеистых и плотных бетонов автоклавного твердения, автоматизированному управлению технологическими линиями, машинами и оборудованием с применением микропроцессорных средств».
В 1956 году в состав ведомства передан Алапаевский завод строительных и дорожных машин, производивший машины и оборудование для бурильных и сваебойных работ, а 10 мая следующего года Министерство Строительного и дорожного Машиностроения было упразднено.

### 1963—1965. Госкомитет при Госстрое
В период с 1963 по 1965 годы при Госстрое СССР существовал Государственный комитет строительного, дорожного и коммунального машиностроения. 24 сентября 1960 года выходит Постановление Совета Министров РСФСР № 1481 «О строительстве в районах отрабатываемых угольных шахт Ростовской области промышленных предприятий и предприятий бытового обслуживания в 1961-69 годах». В 1964 году на основе этого Постановления принято решения построить в городе Донецк Ростовской области экскаваторный завод, который был включён в структуру Министерства.

### 1965—1989. МСДиКМ
2 октября 1965 года, Министерство было восстановлено под новым названием: Министерство строительного, дорожного и коммунального машиностроения СССР. В состав нового Министерства вошёл, организованный в 1958 году в городе Кентау первый в Казахстане экскаваторный завод — Кентауский экскаваторный завод, проектной мощностью 300 экскаваторов. В конце 1965 года из Министерства топливной промышленности РСФСР был передан Великолукский машиностроительный завод «Торфмаш».
В мае 1968 года на основании Постановления СМ СССР № 387 от 23 мая 1968 года «О расширении комплексной механизации и развития строительного и дорожного машиностроения», Министерство принимает решение о необходимости создания «Завода Самоходных Землеройных Машин» (ЗСЗМ) и поручает институту «Гипростройдормаш» разработать проект завода. К февралю 1972 года проект завода был готов и вышел Приказ № 7/72 о утверждении проектного задания на строительство завода, а в октябре 1978 года Приказом Министра Новосёлова Е. С. основан завод.
В 1974 году на базе завода «Красный Экскаватор» в селе Бородянка началось возведение филиала завода. Четыре года спустя, выросли производственные корпуса будущего объединения, а 15 января 1978 года из ворот выехал первый экскаватор. С 27 февраля 1981 года филиал стал Бородянским экскаваторным заводом. На базе Киевского завода «Красный Экскаватор» было создано производственное объединение, в которое вошли Саранский экскаваторный завод и Бородянский экскаваторный завод.
В ноябре 1977 года приказом Министра Новосёлова Е. С. организован Завод оснастки и нестандартизированного оборудования.
В начале 70-х годов между заводами Министерства и польскими заводами объединения BUMAR и Польским институтом строительных машин началось сотрудничество по созданию и производству автомобильных кранов на шасси автомобильного типа грузоподъёмностью до 250 т. При их изготовлении широко использовались лицензии США и ФРГ на комплектующие. Вскоре, в 1975 году Минстройдормаш СССР подписал соглашение с Минмашпромом ПНР о совместном производстве кранов и определили перечень заводов, которые будут выпускать краны,. Помимо совместного сотрудничества в области производства краностроения, в 80-х на заводе «Красный экскаватор» выпускались гидромолоты, совместно с венгерскими предприятиями..
В 1985 году ПО «Красный экскаватор» распалось и все заводы стали самостоятельными предприятиями.
Приказом Минстройдормаша № 98 от 5 марта 1988 года дальнейшее строительство Балаковского Завода Самоходных Землеройных Машин было остановлено, завод был не достроен.. В 1988 году ведомство было ликвидировано. 27 июня 1989 года предприятия, входившие в Министерство были объединены с Министерством машиностроения СССР, Министерством химического и нефтяного машиностроения СССР и Министерством тяжёлого, энергетического и транспортного машиностроения СССР в одно — Министерство тяжёлого машиностроения СССР.

## Ведомственные награды
В Министерстве существовали «свои», ведомственные знаки отличия, которыми награждались заслуженные работники. Существовали следующие награды:
| Звание                                  | Аверс (изобр.)                                    | Реверс (изобр.)                   | Удостоверение (изобр.)                                                                    |
| --------------------------------------- | ------------------------------------------------- | --------------------------------- | ----------------------------------------------------------------------------------------- |
| Почётный мастер                         |                                                   |                                   | отсутствует                                                                               |
| Почётный работник                       |                                                   |                                   | обложка; содержание                                                                       |
| Ветеран труда                           |                                                   |                                   | отсутствует                                                                               |
| Отличник социалистического соревнования | значок (1940—1950 гг.); значок (позднего образца) | раннего образца; позднего образца | обложка: образца 1948 г., 1954 г., 1966 г.; содержание: образца 1948 г., 1954 г., 1966 г. |

Помимо этого работники активно принимали участие в социалистических соревнованиях. Им вручались специальные знаки, а к ним прилагались удостоверения.

## Официальные названия
| Название                                                                             | Подчинение    | Годы существования | Годы существования | 1-й Министр        | 2-й Министр | 3-й Министр | Основание преобр. |
| Название                                                                             | Подчинение    | Начало             | Конец              | 1-й Министр        | 2-й Министр | 3-й Министр | Основание преобр. |
| ------------------------------------------------------------------------------------ | ------------- | ------------------ | ------------------ | ------------------ | ----------- | ----------- | ----------------- |
| Наркомат строительного и дорожного машиностроения СССР                               | СМ СССР       | 17.02.1946         | 15.03.1946         | Константин Соколов | -           | -           | -                 |
| Министерство строительного и дорожного машиностроения СССР                           | СМ СССР       | 15.03.1946         | 01.06.1949         | Константин Соколов | -           | -           | -                 |
| Министерство строительного и дорожного машиностроения СССР                           | СМ СССР       | 01.06.1949         | 05.03.1953         | Семён Фомин        | -           | -           | ликвидировано     |
| Министерство строительного и дорожного машиностроения СССР                           | СМ СССР       | 19.04.1954         | 10.05.1957         | Ефим Новосёлов     | -           | -           | упразднено        |
| Госкомитет строительного, дорожного и коммунального машиностроения при Госстрое СССР | Госстрой СССР | 26.04.1963         | 02.10.1965         | Ефим Новосёлов     | -           | -           | упразднено        |
| Министерство строительного, дорожного и коммунального машиностроения СССР            | СМ СССР       | 02.10.1965         | 19.12.1980         | Ефим Новосёлов     | -           | -           | -                 |
| Министерство строительного, дорожного и коммунального машиностроения СССР            | СМ СССР       | 19.12.1980         | 02.08.1985         | Виталий Чудин      | -           | -           | -                 |
| Министерство строительного, дорожного и коммунального машиностроения СССР            | СМ СССР       | 02.08.1985         | 27.06.1989         | Евгений Варначёв   | -           | -           | -                 |

## Деятельность
На предприятиях министерства осуществлялось проектирование и производство:
- Бетоносмесительное оборудование.
- Грузоподъёмные машины: основная часть автомобильных стреловых самоходных кранов (краны с индексами «К», «КС» и «АБКС»)[26], более 75 % всех башенных кранов в Советском Союзе[9], пневмоколёсные краны, тяжёлые гусеничные краны с индексами «КС» и «КГ»[27], краны переносные стрелового типа, манипуляторы для строительно-монтажных работ и бортовые[28], лифты.
- Землеройная техника: бульдозеры, экскаваторы.
- Дорожная техника: автогрейдеры, погрузчики, скреперы, трактора, катки[29], асфальтоукладчики, бетоноукладчики.
- Коммунальная техника: снегопогрузчики, катки-уплотнители, мусоровозы, тротуароуборочная техника, прессы для брикетирования отходов[30].
- Оплётки, гибкие валы и металлорукавные изделия для комплектации машиностроительных, приборостроительных и электромонтажных предприятий СССР, а также нужд сельского хозяйства
- Гидрооборудование: гидромоторы, гидромашины.
- Автоцементовозы, бензовозы, спиртовозы, битумовозы.
- Лесозаготовительные машины.
- Многоковшовые, роторные экскаваторы, бетонно-облицовочные машины для строительства каналов, закрытых оросительных систем.
- Трубоукладчики[31].
- Копровое, сваебойное, бурильное оборудование: гидромолоты и дизель-молоты.
- Оборудование для мелиорации земель: экскаваторы-каналокопатели, траншейные, дреноукладчики, корчеватели, скреперы самоходные и прицепные, фрезеры[32].
- Оборудование для торфодобывающей промышленности: торфовозные вагоны, машины и оборудование для добычи, транспортировки и переработки торфа.

Производился также механизированный строительно-монтажный инструмент, пневмоинструмент, машины и оборудование для строительно-отделочных работ: люльки, лебёдки, оборудование для кондиционирования воздуха.

## Экспорт
Министерство имело право непосредственного выхода на внешний рынок. Действовала организация «СоюзглавстройдормашЗагранпоставка» численностью 93 человека. Постановлением Совета Министров СССР от 24 марта 1988 года № 376 была создана организация «СтройдормашЭкспорт». Организация создавалась на базе объединения «СоюзглавстройдормашЗагранпоставка» Минстройдормаша СССР, части В/О «Трактороэкспорт» Минсельхозмаша СССР, части В/О «Машиноэкспорт» МВЭСа СССР, части «Станкоимпорт» Минстанкопрома СССР и части «Автоэкспорт» Минавтопрома СССР.

## Структура

### Руководство Министерства
Ведомство возглавлял Министр, который назначался в соответствии с Конституцией СССР Верховным Советом СССР, а в периодах между сессиями — Президиумом ВС СССР, с последующим утверждением на сессию ВС СССР. У Министра был ряд заместителей, распределение обязанностей между ними производилось самим Министром.
Министр нёс персональную ответственность за выполнение возложенных на Министерство задач и обязанностей, устанавливал степень ответственности заместителей Министра, начальников главков и руководителей других подразделений Министерства за руководство отдельными областями деятельности Министерства и за работу предприятий, организаций и учреждений системы Министерства.

### Коллегия Министерства
В Министерстве существовала Коллегия в составе: Председателя (Министр) и его заместителей по должности, а также других руководящих сотрудников ведомства. Члены коллегии и заместители Министра утверждались Советом Министров СССР.
На своих регулярно проводимых заседаниях рассматривала основные вопросы развития строительного, дорожного и коммунального машиностроения и другие вопросы деятельности Министерства, обсуждает вопросы практического руководства предприятиями, организациями и учреждениями, проверки исполнения, подбора и использования кадров, проекты важнейших приказов и инструкций, заслушивает отчеты главных управлений, управлений и отделов Министерства, предприятий, организаций и учреждений системы Министерства.
Решения коллегии проводились в жизнь, как правило, приказами Министра. В случае разногласий между Министром и коллегией, Министр проводил в жизнь своё решение, докладывая о возникших разногласиях Совету Министров СССР, а члены коллегии, в свою очередь, сообщали своё мнение в Совет Министров СССР.

### Научно-технический совет Министерства
Для рассмотрения предложений по основным направлениям развития науки и техники, определения научно обоснованной единой технической политики в отрасли, разработки рекомендаций по использованию и внедрению в производство новейших достижений отечественной и зарубежной науки, техники и передового опыта в Министерстве был создан научно — технический совет из видных учёных, высококвалифицированных специалистов, новаторов производства, а также представителей научно — технических обществ и других организаций.
Состав научно — технического совета и положение о нём утверждался Министром.

### Главные управления и службы
- Главное управление по производству средств инженерного вооружения и аэродромного строительства (1-е Главное Управление). Существовало с 1956 года по 1957 год[16].
- Главное управление по производству дорожных машин (Главдормаш). Существовало с 1946 года по 1957 год[16].
- Главное управление по производству механизированного строительного инструмента (Главинструмент). Существовало с 1946 года по 1953 год[16].
- Главное управление по производству строительных машин и механизированного инструмента (Главстроймаш). Существовало с 1946 года по 1957 год[16].
- Главное управление по производству строительных машин для промышленности строительных материалов (Главстроймашина). Существовало с 1946 года по 1957 год[16].
- Главное управление по производству экскаваторов и кранов (Главэкскаватор). Существовало с 1946 года по 1957 год[16].
- Главстроймеханизация.[35].
- Главное управление материально-технического снабжения предприятий строительного и дорожного машиностроения (Главстройдормашснаб) при Госплане РСФСР. Находилось в Москве. В июле 1957 года было передано из системы Министерства и подчинено отделу строительного и дорожного машиностроения Госплана РСФСР. Ликвидировано 4 мая 1958 года, а функции переданы вновь созданному Главному управлению по снабжению и сбыту продукции тяжелого, транспортного и строительно-дорожного машиностроения (Росглавтяжмашснабсбыт) при Госплане РСФСР[36].
- Управление кадров и учебных заведений Министерства строительного, дорожного и коммунального машиностроения[37]
- Техническое управление.
- Хозяйственное управление.

Ниже приведён список подчинённых (не всех) предприятий и организаций, входивших в структуру (названия городов, республик и заводов указаны на 1986 год) Министерства:

### Проектные организации и НИИ

#### ВНИИстройдормаш
- НПО «ВНИИстройдормаш». Являлся базовой организацией Министерства по стандартизации. г. Москва.
- Организация имела филиалы:

1. Ленинградский[38].
2. Красноярский («СибНИИстройдормаш»). Основан в мае 1965 года и создавал строительную и дорожную технику для работы в условиях низких температур.[39],[40].
3. Центральный научно-испытательный полигон — филиал ВНИИстройдормаш.
4. Опытный завод ВНИИстройдормаш.

В институте работали лауреат Ленинской премии В. И. Русаков, лауреаты Сталинской премии: Г. А. Анонов, А. Ф. Базанов, В. А. Бауман, Л. П. Петрунькин, Е. Н. Порфирьев, А. С. Ребров, К. А. Стародубровский, В. А. Стрельцов, И. А. Фридман.
Институт занимался: созданием новых и усовершенствованием существующих машин для механизации строительных и дорожных работ; разработкой высокопроизводительного оборудования, экспериментальных конструкций, технологических процессов и схем производства, разработкой основных направлений комплексной механизации и автоматизации производственных процессов. В институте существовал отдел экскаваторов и кранов, проектировавший технику — экскаваторы, краны и т. п. А затем Государственная комиссия из лучших специалистов отрасли решала дальнейшую судьбу той или иной модели. В случае необходимости доработки модели — давалась соответствующая рекомендация.

#### ВПТИстройдормаш
Всесоюзный проектно-технологический институт строительного и дорожного машиностроения (ВПТИстройдормаш) Госкомитета строительного, дорожного и коммунального машиностроения при Госстрое СССР. Всесоюзный проектно-технологический институт (ВПТИ) создан в 1956 году в г. Химки, Московской области),
в 1957 году ВПТИ был реорганизован во Всесоюзный проектно-технологический институт строительного и дорожного машиностроения (ВПТИстройдормаш).
Институт занимался созданием оборудования для заводов строительного и дорожного машиностроения. Постановлением Совета Министров РСФСР от 27 апреля 1961 года создано Межотраслевое проектно-конструкторское и технологическое бюро (МПКТБ) в г. Брянск. 7 января 1964 года Распоряжением Приокского совнархоза МПКТБ было переименовано в Брянский филиал Межотраслевого проектно-конструкторского и технологического института. Приказом Минстройдормаш СССР от 4 февраля 1966 года институт был снова переименован в Брянский филиал Всесоюзного проектно-технологического института строительного и дорожного машиностроения (ВПТИстройдормаш).
Филиал с 1961 года по 1965 год находился в ведении Брянского-Приокского совнархозов, а с 1965 года — в ведении Министерства строительного, дорожного и коммунального машиностроения СССР. Филиал занимался разработкой и внедрением прогрессивных технологических процессов с использованием средств механизации и автоматизации производства на заводах отрасли.

#### НПО «ВИТстройдормаш»
Куйбышевский межотраслевой научно-исследовательский проектно-технологический институт по автоматизации и механизации машиностроения (Куйбышевский НИПТмаш) создан постановлением Совета Министров РСФСР от 5 июля 1961 года.
Переименовывался Приказами Минстройдормаша СССР:
- 29 декабря 1965 года — в Куйбышевский научно-исследовательский проектно-технологический институт автоматизации и механизации машиностроения (НИИПТмаш)[38].
- 4 февраля 1966 года — во Всесоюзный научно-исследовательский проектно-технологический институт автоматизации и механизации строительного и дорожного машиностроения (ВНИПТИстройдормаш)[38].
- 3 июля 1970 года — во Всесоюзный институт технологии строительного и дорожного машиностроения (ВИТстройдормаш)[38].

С 1975 года стал головным институтом Куйбышевского научно-производственного объединения по механизации и автоматизации производства «ВИТстройдормаш».
Институт с 1961 года до 1965 года находился в ведении Куйбышевского-Средневолжского совнархозов, а с 1965 года находился в составе Минстройдормаша и занимался разработкой и внедрением прогрессивной технологии и организации производства, средств комплексной механизации и автоматизации производственных процессов.
- Институт имел филиал: Уфимский.

Приказом Министерства строительного, дорожного и коммунального машиностроения СССР от 24 сентября 1975 года было создано Куйбышевское научно-производственное объединение по механизации и автоматизации производства «ВИТстройдормаш» (НПО «ВИТстройдормаш»).
В состав НПО вошли:
- Всесоюзный институт технологии строительного и дорожного машиностроения (ВИТстройдормаш).[38]
- Куйбышевский опытно-экспериментальный завод (с 1975 по 1980 годы).[38]

В 1980 году в состав НПО включили: Кустовой вычислительный центр в г. Куйбышеве и Урюпинский крановый завод им. В. И. Ленина.
Объединение с 1975 года находилось в ведении Минстройдормаша и занималось созданием специального технологического оборудования и средств комплексной механизации и автоматизации производственных процессов для погрузочно-разгрузочных и транспортных работ, гальванического производства, электрохимической обработки, консервации и упаковки продукции, механической обработки и сварки.

#### «ВНИИцеммаш»
Постановлением Совета Министров РСФСР от 29 апреля 1959 года в г. Ставрополе Куйбышевской области был создан Научно-исследовательский институт цементного машиностроения «НИИцеммаш». Приказом Минстройдормаша СССР от 4 февраля 1966 года институт был переименован во Всесоюзный научно-исследовательский институт цементного машиностроения «ВНИИцеммаш».
C 1959 года по 1963 год институт находился в ведении Куйбышевского-Средневолжского совнархозов, затем (1963 год) в составе Госкомитета Совета Министров СССР по автоматизации и машиностроению, с 1963 года по 1965 год в ведении Госкомитета стройдормаша при Госстрое СССР, а с 1965 года — в составе Минстройдормаша.
Институт занимался созданием оборудования и разработкой проектов механизации технологических процессов производства цемента.

#### ВНИИстроммаш
- Всесоюзный научно-исследовательский институт по машинам для промышленности строительных материалов («ВНИИстроммаш»)[15].

#### ВНИИстромавтолиния
- «ВНИИстромавтолиния», г. Могилёв, Могилёвская область, Белоруссия. Создан в марте 1983 года в качестве отдела филиала института «ВНИИстроммаш» г. Гатчина Ленинградской области. Через шесть лет, с 17 августа 1989 года становится самостоятельным Всесоюзным институтом «ВНИИстромавтолиния»[41].

#### Гипростройдормаш
«Гипростройдормаш», г. Ростов-на-Дону, Ростовская область.
Институт осуществлял работы по реконструкции, восстановлению и проектированию, а также расширению и техническому перевооружению заводов. Гипростройдормаш входил в перечень головных проектных организаций по разработке проектно-сметной документации на строительство полигонов для обезвреживания и захоронения токсичных промышленных отходов к Приказу Госстроя СССР от 15 июня 1984 года № 47 «Об утилизации, обезвреживании и захоронении токсичных промышленных отходов».
- Институт имел филиалы:

1. «ГПИстроймаш», г. Брянск, Брянская область. До 1960 года — филиал «Гипростройдормаш»).
2. «Гипростройдормаш», г. Тольятти, Куйбышевская область. Создана в 1970 году, позже — самостоятельная организация.

#### Гипростроммаш
В 1945 году создана Проектная контора Треста «Строймехмонтаж» Минстройдормаша СССР, явившаяся предшественником Всесоюзного института «Гипромаш». Контора находилась с 1945 года по 1946 год в ведении Наркомата по строительству СССР, а с 1946 года по 1953 год — Наркомату, а затем Министерству строительного, дорожного и коммунального машиностроения.
Контора занималась проектированием автоматизированных бетонных заводов для строительства гидроэлектростанций. В ней работали лауреаты Сталинской премии: М. Е. Ботвинко, В. А. Гирский, Ф. О. Лапира.
- Контора имела отделения: Киевское, Ленинградское[38].

Согласно Постановлению Совета Министров СССР от 14 января 1953 года она была ликвидирована, а на базе Проектной конторы Треста «Строймехмонтаж» создан Государственный союзный проектно-конструкторский институт «Гипростроммаш».
Приказом Госстроя СССР от 28 апреля 1958 года он был реорганизован во Всесоюзный государственный проектно-конструкторский институт по проектированию предприятий строительной индустрии «Гипростройиндустрия».
Институт создан в 1953 году, в 1954 году был передан в Министерство транспортного и тяжелого машиностроения СССР. В период с 1954 года по 1957 год снова находился ведении Минстройдормаша СССР. В 1963 году институт был передан из Госстроя СССР в Госкомитет Стройдормаша, а затем с 1965 года находился в ведении вновь созданного Минстройдормаша.
Приказами Минстройдормаша СССР институт переименовывался:
- 4 февраля 1966 года — во Всесоюзный государственный проектно-конструкторский институт по машинам для строительной индустрии «Гипростроммаш»[38].
- 28 августа 1969 года — во Всесоюзный государственный проектный институт по строительному машиностроению для сборного железобетона «Гипростроммаш»[38].

Институт занимался созданием технологических линий, машин и оборудования для производства сборного железобетона, разработкой технологической части и оборудования типовых проектов заводов железобетонных изделий.
- Институт имел филиалы: Иркутский, Киевский, Ленинградский, Харьковский, Челябинский[38].

#### ЦНИИТЭстроймаш
Институт расшифровывался как: Центральный научно-исследовательский институт информации и технико-экономических исследований по строительству, дорожному и коммунальному машиностроению Министерства строительного, дорожного и коммунального машиностроения (ЦНИИТЭстроймаш).

#### ВНИИКондиционер
Институт относился к ПО «Союзкондиционер».

### Специальные КБ
- СКБ «Земмаш», г. Воронеж, Воронежская область[45].
- Одесское ГСКТБ тяжёлого краностроения завода ОЗТК, г. Одесса, Одесская область, Украина[22].
- ГСКТБ Краностроения Ивановского ПО «Автокран», г. Иваново, Ивановская область. Образовалось путём объёдинения СКБ Краностроения и Ивановского филиала НПО «ВПТИ стройдормаш»[46].
- Специальное конструкторское-технологическое бюро башенного краностроения (СКТБ Башенного Краностроения) ПО «СТРОЙМАШ». г. Москва, Московская область.
- ГСКБ Чебоксарского завода промышленных тракторов, г. Чебоксары, Чувашия[47].
- Специальное конструкторское бюро по оборудованию для производства асбестоцементных изделий (СКБ «Асбоцеммаш») ПО «Стромавтолиния», г. Москва, Московская область.

### Заводы

#### Грузоподъёмные краны
- ПО «Автокран», образованный 13 мая 1975 года (Постановление Совета Министров СССР № 400). В его состав входили:

1. Ивановский завод автомобильных кранов (ИЗАК), г. Иваново, Ивановская область . Являлся головным заводом ПО «Автокран».
2. Дрогобычский завод автомобильных кранов (ДЗАК), г. Дрогобыч, Львовская область, Украина.
3. Камышинский крановый завод (ККЗ), г. Камышин, Волгоградская область.
4. Балашихинский автокрановый завод (БАКЗ), г. Балашиха, Московская область.
5. Ставропольский автокрановый завод, г. Ставрополь, Ставропольский край.
6. Галичский автокрановый завод (ГАКЗ), г. Галич (Костромская область), Костромская область.

- Московский завод «Северянин» ПО «Строймаш»[48].
- Никопольский завод строительных машин имени В. И. Ленина, г. Никополь, Днепропетровская область, Украина[45].
- Нязепетровский завод строительных машин (НЗСМ), г. Нязепетровск, Челябинская область.
- Одесский завод тяжелого краностроения им. Январского восстания (ОЗТК), г. Одесса, Одесская область, Украина[22],[23],[49].
- Руставский краностроительный завод, г. Рустави, Грузия[50].
- Урюпинский крановый завод имени В. И. Ленина, г. Урюпинск, Волгоградская область.
- Ухтинский механический завод, г. Ухта[51],[52].

#### Землеройная техника
- Воронежский экскаваторный завод (ВЭЗ) Ордена Трудового Красного Знамени[53] им. Коминтерна, г. Воронеж.
- Дмитровский экскаваторный завод (ДЭЗ), г. Дмитров, Московская область[54], г. Воронеж, Воронежская область[45].
- Донецкий экскаваторный завод, г. Донецк (Ростовская область), Ростовская область.
- Завод Самоходных землеройных машин (ЗСЗМ), г. Балаково, Саратовская область[20].
- Калининский экскаваторный завод, г. Калинин, Калининская область.
- ПО Киевский завод Ордена Трудового Красного Знамени «Красный экскаватор», г. Киев, Украина. См. табличку, выпущенного заводом экскаватора: . Предприятие являлось головным заводом ПО «Красный экскаватор»:

1. Бородянский экскаваторный завод, пгт. Бородянка, Киевская область, Украина[21].
2. Саранский экскаваторный завод, г. Саранск, Мордовия[21].

- ПО «Костромастроймаш». В состав ПО, с 1970-х годов, входили:

1. Костромской экскаваторный завод «Рабочий металлист», г. Кострома, Костромская область.
2. Костромской калориферный завод, г. Кострома, Костромская область[55].

- Ковровский экскаваторный завод, г. Ковров, Владимирская область.
- ПО «Таллэкс», Эстонская ССР (основан в 1944 году).[56] В состав с 1975 года входили:

1. Таллинский экскаваторный завод им. 50-летия СССР, г. Таллин, ЭССР (головное предприятие).
2. Пайдеский машиностроительный завод, г. Пайде, ЭССР.
3. Мыйзакюлаский экскаваторный завод, г. Мыйзакюла, ЭССР.
4. Вильяндиский машиностроительный завод, г. Вильянди, ЭССР.

- ПО «Ташэкс». В состав входили:

1. Ташкентский экскаваторный завод, г. Ташкент, Ташкентская область, Узбекистан. См. табличку с выпущенного экскаватора Э-304В:
2. Кентауский экскаваторный завод (КентЭЗ), г. Кентау, Чимкентская область, Казахстан[18].

- Чебоксарский завод промышленных тракторов (ЧЗПТ), г. Чебоксары, Чувашия[57].

#### Оборудование торфяной промышленности
- ПО «Торфмаш»[58]:

1. Рязанский завод торфяного машиностроения «Торфмаш», г. Рязань, Рязанская область. Завод являлся головным в ПО[58].
2. Великолукский машиностроительный завод «Торфмаш», г. Великие Луки, Псковская область[59].

- Ирпенский завод торфяного машиностроения «Ирпеньмашторф», г. Ирпень, Киевская область, Украина[49].

#### Строммашина
Строммашина — означало строительные машины и механизмы для железобетонных заводов и КПД:
- Брянский завод «Строммашина», г. Брянск, Брянская область. С 1964 года Брянский завод ирригационных машин[60].
- Кохомской завод «Строммашина», г. Кохма, Ивановская область.
- Куйбышевский завод «Строммашина», г. Куйбышев, Куйбышевская область[61].
- Костромской завод «Строммашина», г. Кострома, Костромская область.
- Лисичанский завод «Строммашина», г. Лисичанск, Луганская область[49].
- Могилёвский завод «Строммашина», г. Могилёв, Могилёвская область, Белоруссия[62].
- Одесский завод «Строммашина», г. Одесса, Одесская область, Украина[63],[49].
- Ухоловский завод «Строммашина», пгт. Ухолово, Рязанская область[64].
- Хмельницкий завод «Строммашина» г. Хмельницкий, Хмельницкая область, Украина.
- Челябинский Завод «Строммашина», г. Челябинск, Челябинская область[65].
- Черкасский завод «Строммашина», г. Черкассы, Черкасская область[66].

#### Коммунальная и дорожная техника
- Андроповский завод дорожных машин, г. Рыбинск, Ярославская область[67].
- «Белремкоммунмаш», г. Минск, Минская область, Белоруссия.
- Бердянский завод дорожных машин, г. Бердянск, Запорожская область, Украина[49].
- Волжский завод узлов и агрегатов. г. Волжск, Марийская Республика. В 1984 году вошёл в состав Минского НПО «Дормаш»[67].
- Кемеровский завод дорожных машин, г. Кемерово, Кемеровская область.
- Курганский завод дорожных машин, г. Курган, Курганская область.
- Киевский завод «Стройдормаш» им. 50-летия Советской Украины, г. Киев, УССР[49].
- Коростенский завод дорожных машин «Октябрьская кузница», г. Коростень, Житомирская область, УССР[49][67][68].
- Кременчугское ордена Трудового Красного Знамени ПО «Дормашина» им. Ленина, г. Кременчуг, Украина, Украина[49]. В состав ПО (созданного в 1985 г.) входили[69]:

1. Кременчугский завод дорожных машин. Являлся головным.
2. Николаевский завод «Дормашина» имени 50-летия Великого Октября, г. Николаев.
3. Рыбинский завод дорожных машин, г. Рыбинск, Ярославская область.
4. СКБ «Дормаш».

- Минское НПО «Дормаш», г. Минск, Минская область, Белоруссия. С 1975 года в его состав входили:[67]:

1. Минский завод «Ударник», г. Минск, Минская область, Белоруссия. Базовое предприятие[67].
2. СКБ «Мелиормаш»[67].
3. Опытно-экспериментальный завод СКБ «Мелиормаш»[67].

- Мозырский завод мелиоративных машин, г. Мозырь, Гомельская область, БССР.
- Опытно-экспериментальный завод НПО «Дормаш», г. Минск, Минская область, БССР[70].
- Пензенский завод коммунального машиностроения, г. Пенза, Пензенская область[71].
- Орловский завод автогрейдеров, г. Орёл, Орловская область[72].
- Челябинский завод дорожных машин им. Колющенко (ЧЗК), г. Челябинск, Челябинская область.

#### Изготовители гидравлики
- Ленинградский завод пневматических машин «Пневматика», г. Ленинград, Ленинградская область[71].
- Московский завод «Пневмостроймашина», г. Москва, Московская область[73].
- Свердловское ПО «Пневмостроймашина» им. Орджоникидзе, г. Свердловск, Свердловская область[74].
- Харьковское ПО «Стройгидравлика», г. Харьков, Украина. До 1982 года Харьковский Экскаваторный завод[49].

#### Инструментальные
- Выборгский завод «Электроинструмент», г. Выборг, Ленинградская область[74].
- Георгиевский завод «Стройинструмент», г. Георгиевск, Ставропольский край[71].
- Даугавпилсский завод «Электроинструмент», г. Даугавпилс, Латвия[75].
- Конаковский завод механизированного инструмента (КЗМИ), г. Конаково, Калининская область[76].
- Костопольский завод «Стройинструмент», г. Костополь, Ровненская область, Украина[71].
- Назрановский завод «Электроинструмент» им. Гапура Ахриева, г. Назрань, Ингушетия[70],[71].
- ПО «Электроинструмент» им. XXIV съезда КПСС, г. Резекне, Латвия[71].
- Регарский завод «Стройинструмент», г. Регар, Таджикистан[77].
- Ростовское ПО «Электроинструмент», Ростов-на-Дону, Ростовская область[71][74].

#### Строительные машины
- НПО Всесоюзного научно-исследовательского и проектно-конструкторского института механизированного и ручного строительно-монтажного инструмента, вибраторов и строительно-отделочных машин (НПО ВНИИСМИ) Минстройдормаша, г. Химки, Московская область[76].
- Алапаевский завод строительных и дорожных машин, г. Алапаевск, Свердловская область.
- Вильнюсский Ордена Трудового Красного Знамени завод строительно-отделочных машин, г. Вильнюс, Литва[70],[75].
- Волковысский завод кровельных и строительно-отделочных машин, г. Волковыск, Гродненская область, Белоруссия[70],[75].
- Днепрорудненский завод строительно-отделочных машин, г. Днепрорудное, Запорожская область, Украина[71].
- Минский опытно-экспериментальный завод Минского филиала «ВНИИСМИ», г. Минск, Белоруссия[76].
- Новосибирский завод строительных машин. г. Новосибирск, Новосибирская область[75].
- Одесский Завод строительно-отделочных машин, г. Одесса, Одесская область, Украина[76],[49].
- Орский завод строительных машин, г. Орск, Оренбургская область[71].
- Прилукский завод строительных машин им. XXV съезда КПСС, г. Прилуки, Черниговская область, Украина[49].
- Саратовский завод строительных машин, г. Саратов, Саратовская область[78]. С 1984 года предприятие находилось в составе Минского НПО «Дормаш»[67].
- Славянский завод строительных машин им. XXV съезда КПСС, г. Славянск, Украина[79],[49].
- Стерлитамакский завод строительных машин («Строймаш»), г. Стерлитамак, Башкортостан.
- Тюменский завод строительных машин, г. Тюмень, Тюменская область[77].

#### Цементное машиностроение
- Волжский завод цементного машиностроения, г. Тольятти, Куйбышевская область[45],[80].
- Красногорский завод цементного машиностроения, г. Красногорск, Московская область.

#### Вентиляторы и кондиционеры
- ПО «Союзкондиционер». В состав входили[44]:

1. Домодедовский машиностроительный завод «Кондиционер», г. Домодедово, Московская область[81].
2. Харьковский машиностроительный завод «Кондиционер», г. Харьков, Харьковская область, Украина[81].

#### Лифты
- Всесоюзное объединение «Союзлифтмаш»[82]
- Московский опытно-экспериментальный лифтостроительный завод, г. Щербинка, Московская область. С 1985 года предприятие переименовано в «Щербинский лифтостроительный завод»[83].

#### Другие
- Завод оснастки и нестандартизированного оборудования, г. Балаково, Саратовская область[20].
- Радомышльский машиностроительный завод им. Октябрьской революции, г. Радомышль, Житомирская область, Украина[49].
- Свердловский завод лесного машиностроения, г. Свердловск, Свердловская область[84]
- Симферопольский машиностроительный завод, г. Симферополь, Крымская область, Украина[49].
- Уфимский государственный завод гибких валов, г. Уфа, Башкирская АССР[14].
- Харьковский машиностроительный завод «Красный Октябрь», г. Харьков, Украина[49]
- Челябинский завод тракторных трансмиссий (ЧЗТТ), г. Челябинск, Челябинская область[85].
- Ярославский завод «Красный маяк», г. Ярославль, Ярославская область[86].

### Тресты
- Трест Ленинградоргстрой «ВНИИСМИ», г. Ленинград, Ленинградская область[70].

### Учебные заведения
Согласно Приложению № 2 к Постановлению Совета Министров CCCP от 29 апреля 1988 года № 560, для предприятий ведомства готовили специалистов 31 дневное учебное заведение, из которых 5 было подчинено самому ведомству и подчинённым ему предприятиям, а остальные — территориальным органам Гособразования СССР.